# Spoorlijn Perray-Jouannet - Les Fourneaux
De spoorlijn Perray-Jouannet - Les Fourneaux was een Franse spoorlijn van Chavagnes naar Chalonnes-sur-Loire. De lijn was 25,6 km lang en heeft als lijnnummer 522 000.

## Geschiedenis
De lijn werd geopend door de Administration des chemins de fer de l'État op 18 augustus 1884. Reizigersverkeer werd opgeheven op 1 juli 1938, goederenvervoer was er tot 1 augustus 1954.

## Aansluitingen
In de volgende plaatsen is of was er een aansluiting op de volgende spoorlijnen:
Perray-Jouannet
RFN 521 000, spoorlijn tussen Loudun en Angers-Maître-École
Les Fourneaux
RFN 523 000, spoorlijn tussen La Possonnière en Niort